# 코르넬리스 반 닐
코르넬리스 반 닐 또는 C. B. 반 닐(C. B. van Niel, 본명: Cornelis Bernardus van Niel, Kees van Niel, 1897년 11월 4일 ~ 1985년 3월 10일)은 네덜란드계 미국인 미생물학자이다. 일반 미생물학 연구를 미국에 소개했으며 광합성의 화학을 설명하는 중요한 발견을 했다.